# Żabia Turnia Mięguszowiecka
Żabia Turnia Mięguszowiecka (niem. Froschseeturm, słow. Žabia veža, węg. Békás-tavi-torony, 2336 m) – szczyt tatrzański, położony w głównej grani, na granicy polsko-słowackiej, pomiędzy Żabim Koniem (Žabí Kôň, 2291 m) – rozdziela je Żabia Przełęcz Wyżnia (Vyšné Žabie sedlo, 2249 m) – a Wołową Turnią (Volia veža, 2374 m) – rozdziela je Żabia Przełęcz Mięguszowiecka (Východná volia štrbina, 2311 m).
Żabia Turnia Mięguszowiecka należy do Wołowego Grzbietu (Volí chrbát) i jest najbardziej na południowy wschód wysuniętą jego kulminacją. Góruje nad Rybiego Potoku i Żabią Mięguszowiecką (Žabia dolina mengusovská), od której wzięła nazwę. W kierunku południowym odchodzi od niej boczna grań, oddzielająca Wołową Kotlinkę (Volia kotlinka) od Kotlinki pod Żabim Koniem (Kotlinka pod Žabím koňom), obydwie znajdują się w Dolinie Żabiej. W grani widoczna jest Tylkowa Turniczka (Tylkova vežička), oddzielona od szczytu Żabiej Mięguszowieckiej Turni wąską Tylkową Przełączką (Tylkova štrbina).
Od strony północnej szczyt opada wysoką (ok. 350 m) ścianą, ograniczoną dwoma kominami schodzącymi z sąsiadujących z Żabią Turnią przełęczy. Od strony południowej natomiast turnia jest stosunkowo łatwo dostępna. Widok ze szczytu jest dość mało rozległy.
Północna ściana Żabiej Turni Mięguszowieckiej opada na wielki i piarżysty taras. Ma on deniwelację około 350 m, a jego boczne ograniczenie tworzą kominy opadające z Żabiej Przełęczy Wyżniej i Żabiej Przełęczy Mięguszowieckiej. W ścianie tej wyróżnia się trzy odrębne piętra. Dolne i górne jest urwiste i miejscami przewieszone, środkowe średnio strome, ale zbudowane z gładkich płyt, których duża część to lustra tektoniczne. Latem dają one możliwość wycofania się na jedną lub drugą stronę, zimą natomiast stanowią poważny problem. Najbardziej stroma część ściany znajduje się bezpośrednio nad tymi płytami.

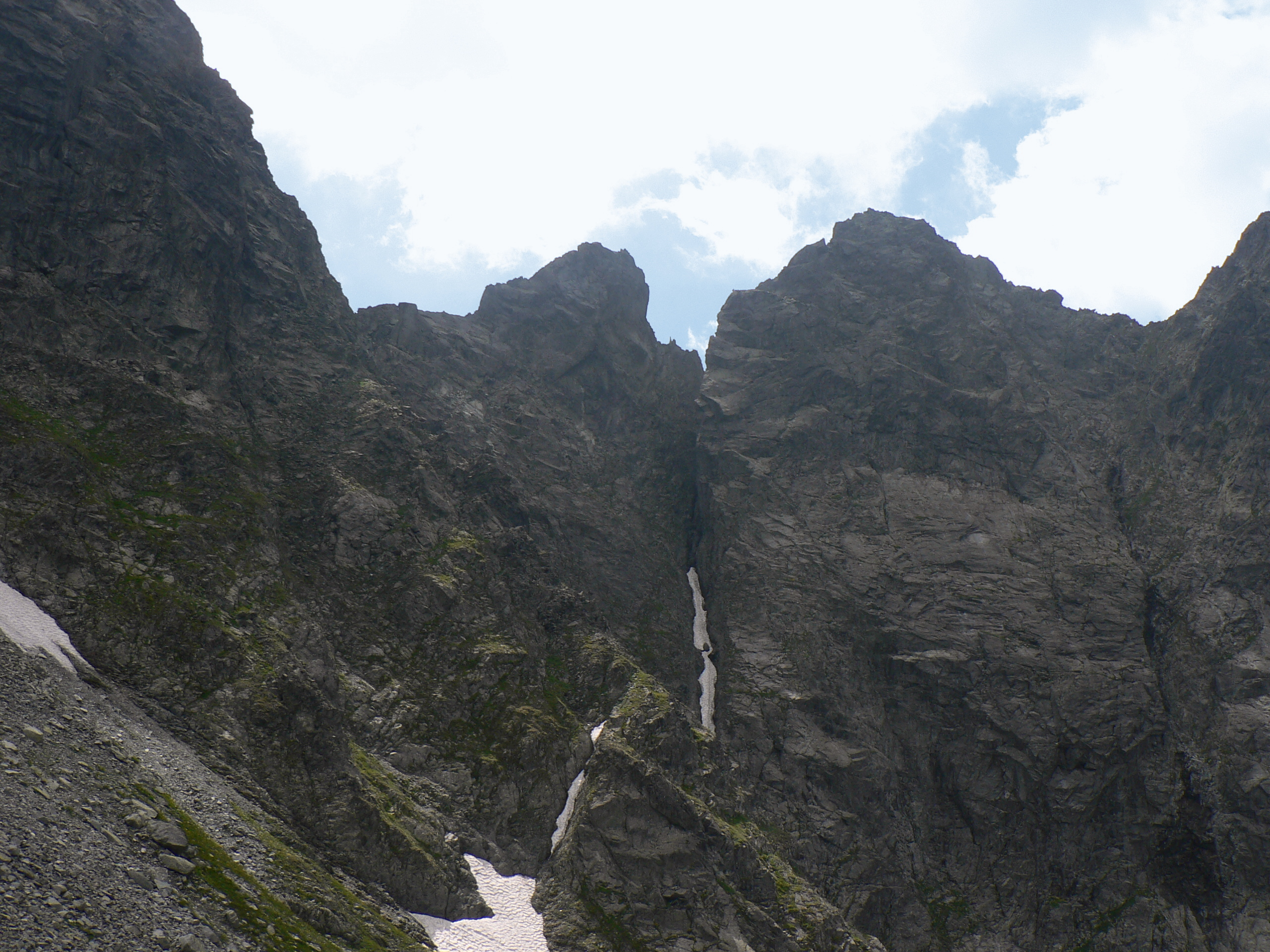
Od lewej: Żabi Koń, Żabia Przełęcz Wyżnia, Żabia Turnia Mięguszowiecka
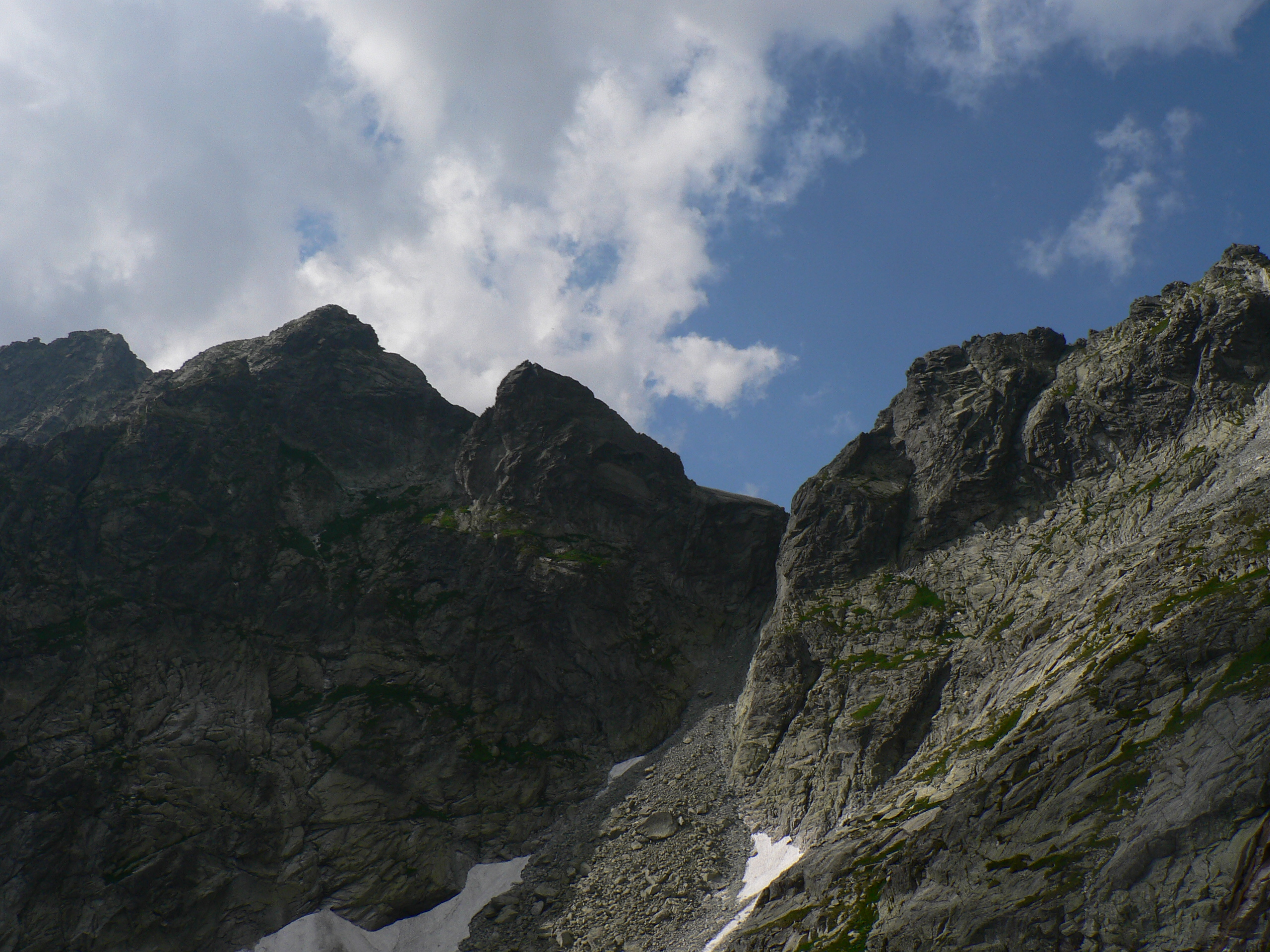
Żabia Turnia Mięguszowiecka, Żabi Koń i Żabia Przełęcz ze szlaku słowackiego na Rysy
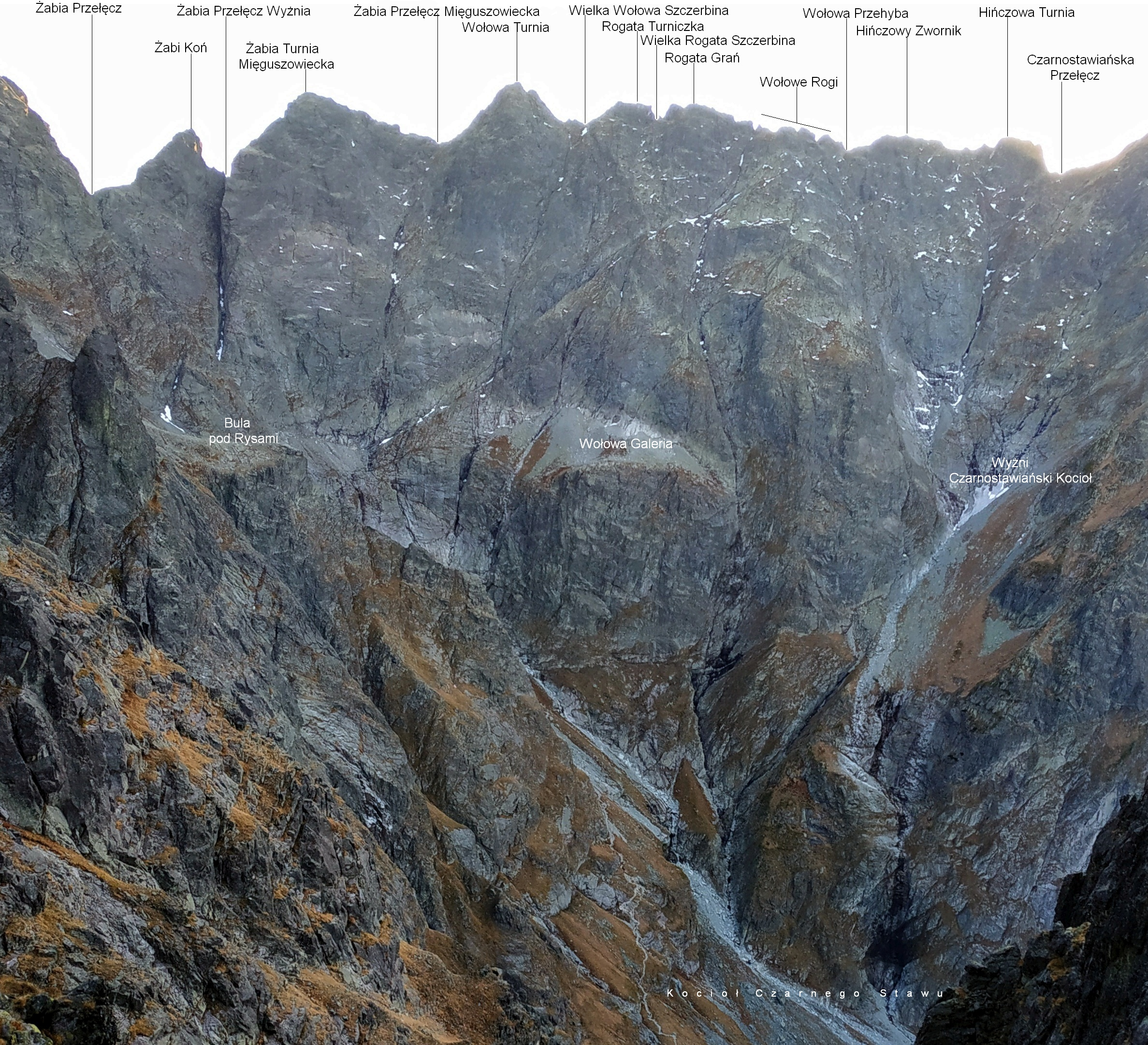
Widok z Niżnich Rysów
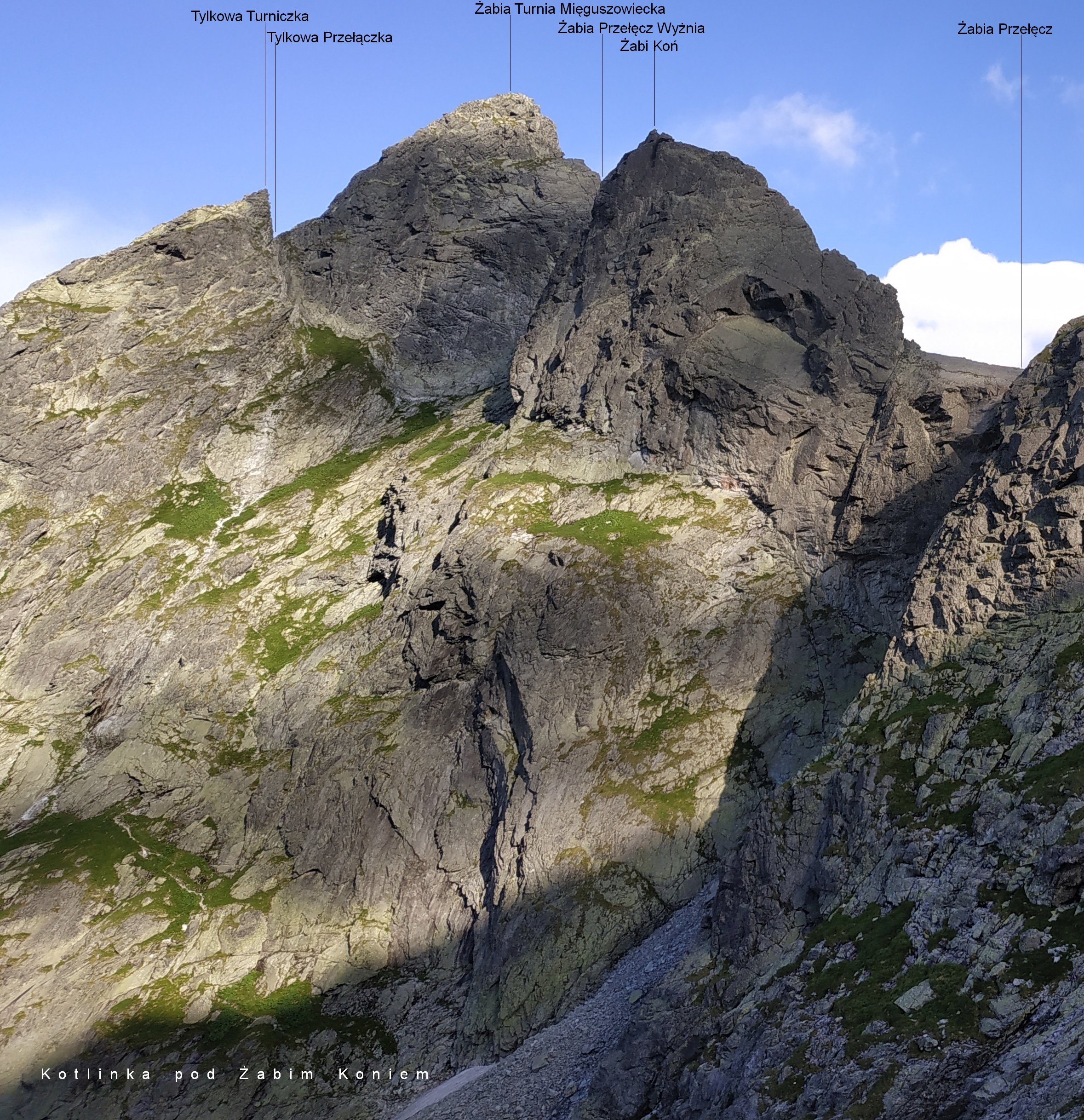
Widok z Doliny Żabiej Mięguszowieckiej

## Taternictwo
Niektóre drogi na Wołową Turnię są łatwe i dostępne dla przeciętnego turysty, jednak jest to dla turystów obszar zamknięty. Wołowa Turnia jest natomiast dopuszczona do uprawiania taternictwa. Cieszy się jednak małą frekwencją. Władysław Cywiński pisze: dobrowolnie chadzają tam tylko – będący w zdecydowanej mniejszości – taternicy nie obawiający się długich (?) podejść i skomplikowanych zejść. Często natomiast wspinają się na niej kursanci – z reguły bowiem taternicki kurs wspinaczkowy kończy się przejściem Filara Grońskiego.
Historia zdobycia
Pierwsze odnotowane wejścia:
- latem – Katherine Bröske, Simon Häberlein, 11 września 1905 r.
- zimą – Alfréd Grósz, 5 kwietnia 1913 r.[5]

Drogi wspinaczkowe
1. Z Żabiej Przełęczy Mięguszowieckiej zachodnią granią; 0+ w skali UIAA, czas przejścia 15 min,
2. Droga Świerza; III, 3 godz.,
3. Prawym filarem (Heinrich-Mróx); VI, miejsce VII,
4. Prawą częścią ściany (Droga Mączki); V+,
5. Cena strachu (droga Marcisza); VI,
6. Je t’aime VI/VI+, Ai, 8 godz. 30 min,
7. Środkiem ściany; VI+, 5 godz.,
8. Lewą częścią północnej ściany (droga Czok-Baranek); V, A1, 8 godz.,
9. Północno-wschodnim filarem (Filarem Grońskiego); IV, 3 godz.,
10. Lewą częścią północno-wschodniego filara (Rendez-vous); VI, 3 godz.,
11. Wschodnią granią wprost; III, miejsce V+, 1 godz.,
12. Z Żabiej Przełęczy Wyżniej przez Tylkową Przełączkę; 0+, 20 min,
13. Z Żabiej Doliny Mięguszowieckiej; 0+, od szlaku na Rysy 1 godz. 30 min[4].